# Fernando Tapia
Fernando Tapia Méndez (ur. 17 czerwca 2001 w Villahermosa) – meksykański piłkarz występujący na pozycji bramkarza, od 2024 roku zawodnik Tigres UANL.